# باب آویان
باب آویان (انگلیسی: Bob Avian؛ زادهٔ ۲۶ دسامبر ۱۹۳۷) طراح رقص، و کارگردان نمایش ارمنی‌تبار اهل ایالات متحده آمریکا است.
وی در تاریخ ۲۱ ژانویه ۲۰۲۱ جان باخت.
آویان آثار ماندگاری را کارگردانی کرده است.

## زندگی‌حرفه‌ای
آویان در نیویورک متولد شد و دوران حرفه‌ای خود را در نمایش‌های رقص برادوی مثل داستان وست ساید، دختر مسخره، هنری و هنری دوست‌داشتنی گذراند، همچنین دستیار تولید برنامه‌هایی مثل شاخه‌ها بود. او برای اولین بار با مایکل بنت ملاقات کرد زمانی که هیچ‌کدام در سال ۱۹۶۲ مشهور نبودند و طی دو دهه بعدی در همکاری با هم نمایش‌های سوگندها، سوگندها، شرکت، کوکو، نادانی، الله کلنگ، پسندیده خدا، خط موزیکال، بالروم و دختران رؤیایی را ساختند و همین مایه کسب اعتبار او به عنوان یک تولید کننده شد. موفقیت‌های دیگر آویان در برادوی شامل کارگردانی رقص گروهی موزیکال ۲۰۰۶ بود.